# Ironman Mexique
L'Ironman Mexique (Ironman Cozumel) est une compétition internationale de triathlon longue distance créée en 2009 par la World Triathlon Corporation propriétaire de la marque. Il se déroule chaque année au mois de novembre sur l'île de Cozumel au Mexique.

## Histoire
| \| Cozumel \| Mexique |
| Cozumel               |

## Palmarès
| Année | Médaille d'or        | Temps           | Médaille d'argent | Temps           | Médaille de bronze       | Temps           |
| ----- | -------------------- | --------------- | ----------------- | --------------- | ------------------------ | --------------- |
| 2024  | Bart Aernouts        | 7 h 39 min 24 s | Chris Leiferman   | 7 h 45 min 12 s | Léon Chevalier           | 7 h 46 min 58 s |
| 2023  | Léon Chevalier       | 6 h 42 min 31 s | Chris Leiferman   | 6 h 52 min 10 s | Robert Wilkowiecki       | 6 h 54 min 27 s |
| 2022  | Magnus Ditlev        | 7 h 50 min 40 s | Jan van Berkel    | 7 h 53 min 19 s | Fernando Toldi           | 7 h 53 min 59 s |
| 2021  | Kristian Blummenfelt | 7 h 21 min 11 s | Ruedi Wild        | 7 h 36 min 34 s | Paul Schuster            | 7 h 41 min 31 s |
| 2019  | Tyler Butterfield    | 7 h 44 min 1 s  | Michael Weiss     | 7 h 47 min 12 s | Mario De Elias           | 7 h 52 min 2 s  |
| 2018  | Michael Weiss (3/3)  | 7 h 58 min 34 s | Samuel Hürzeler   | 8 h 11 min 13 s | Iván Raña                | 8 h 12 min 19 s |
| 2017  | Sebastian Kienle     | 7 h 48 min 11 s | Michael Weiss     | 7 h 53 min 27 s | Iván Raña                | 7 h 58 min 39 s |
| 2016  | Frederik Van Lierde  | 8 h 3 min 9 s   | Matthew Russell   | 8 h 4 min 24 s  | Chris Leiferman          | 8 h 9 min 11 s  |
| 2015  | Stefan Schmid        | 8 h 12 min 27 s | Matthew Russell   | 8 h 14 min 10 s | Michael Weiss            | 8 h 24 min 24 s |
| 2014  | Michael Weiss (2/3)  | 8 h 12 min 16 s | Matt Chrabot      | 8 h 29 min 50 s | Clemente Alonso McKernan | 8 h 30 min 17 s |
| 2013  | Michael Weiss (1/3)  | 7 h 55 min 23 s | Tyler Butterfield | 8 h 2 min 42 s  | Eneko Llanos             | 8 h 5 min 21 s  |
| 2012  | Iván Raña            | 8 h 15 min 7 s  | Bas Diederen      | 8 h 20 min 42 s | Bert Jammaer             | 8 h 22 min 55 s |
| 2011  | Michael Lovato       | 9 h 23 min 52 s | Patrick Evoe      | 9 h 30 min 36 s | Alejandro Santamaria     | 9 h 32 min 50 s |
| 2010  | Andy Potts           | 8 h 15 min 57 s | Michael Lovato    | 8 h 22 min 1 s  | Eduardo Sturla           | 8 h 24 min 31 s |
| 2009  | Rutger Beke          | 8 h 18 min 40 s | Viktor Zyemtsev   | 8 h 29 min 10 s | Sebastian Pedraza        | 8 h 33 min 28 s |

| Année | Médaille d'or            | Temps           | Médaille d'argent  | Temps           | Médaille de bronze   | Temps           |
| ----- | ------------------------ | --------------- | ------------------ | --------------- | -------------------- | --------------- |
| 2024  | Anne Reischmann          | 8 h 38 min 8 s  | Lisa Perterer      | 8 h 44 min 24 s | Justine Mathieux     | 8 h 51 min 3 s  |
| 2023  | Gurutze Frades (2/2)     | 7 h 36 min 10 s | Svenja Thoes       | 7 h 43 min 3 s  | Marlene De Boer      | 7 h 57 min 2 s  |
| 2022  | Gurutze Frades (1/2)     | 8 h 40 min 46 s | Lisa Nordén        | 8 h 46 min 35 s | Kylie Simpson        | 8 h 47 min 35 s |
| 2021  | Sara Svensk              | 8 h 22 min 40 s | Gurutze Frades     | 8 h 31 min 11 s | Carrie Lester        | 8 h 36 min 39 s |
| 2019  | Carrie Lester            | 8 h 38 min 41 s | Maja Stage Nielsen | 8 h 52 min 26 s | Michelle Vesterby    | 8 h 56 min 12 s |
| 2018  | Svenja Thoes             | 8 h 56 min 17 s | Angela Naeth       | 8 h 57 min 2 s  | Lisa Roberts         | 9 h 18 min 32 s |
| 2017  | Lisa Roberts             | 8 h 54 min 0 s  | Kirsty Jahn        | 8 h 58 min 27 s | Sonja Tajsich        | 9 h 0 min 53 s  |
| 2016  | Michelle Vesterby        | 9 h 8 min 6 s   | Lauren Brandon     | 9 h 12 min 43 s | Camilla Pedersen     | 9 h 14 min 11 s |
| 2015  | Corinne Abraham          | 9 h 6 min 40 s  | Leanda Cave        | 9 h 13 min 29 s | Camilla Pedersen     | 9 h 14 min 8 s  |
| 2014  | Nicola Spirig            | 9 h 14 min 7 s  | Michelle Vesterby  | 9 h 17 min 30 s | Kelly Williamson     | 9 h 24 min 41 s |
| 2013  | Rachel Joyce             | 8 h 52 min 28 s | Jessie Donavan     | 9 h 1 min 12 s  | Amanda Stevens       | 9 h 6 min 40 s  |
| 2012  | Mary Beth Ellis          | 9 h 15 min 38 s | Sophie De Groote   | 9 h 15 min 45 s | Sonja Tajsich        | 9 h 21 min 30 s |
| 2011  | Simone Brändli           | 9 h 14 min 8 s  | Sonja Tajsich      | 9 h 23 min 15 s | Sophie De Groote     | 9 h 26 min 7 s  |
| 2010  | Yvonne van Vlerken (2/2) | 9 h 7 min 8 s   | Tyler Stewart      | 9 h 23 min 28 s | Amanda Stevens       | 9 h 26 min 35 s |
| 2009  | Yvonne van Vlerken (1/2) | 9 h 6 min 58 s  | Bella Bayliss      | 9 h 22 min 34 s | Edith Niederfriniger | 9 h 30 min 44 s |

## Annexe